# Relais 4 x 100 mètres nage libre masculin aux championnats du monde de natation 2023
Ne doit pas être confondu avec Relais 4 x 100 m nage libre féminin aux championnats du monde de natation 2023 ou Relais 4 x 100 mètres nage libre mixte aux championnats du monde de natation 2023.
Le relais 4 x 100 mètres nage libre masculin est une épreuve de natation sportive des championnats du monde de natation 2023. Elle a lieu le 23 juillet 2023 à Fukuoka au Japon.

## Records
Avant cette compétition, les records dans cette discipline étaient :
| Record du monde       | 3 min 8 s 24 | États-Unis | 11 août 2008    | Pékin, Chine          |
| Record du championnat | 3 min 9 s 06 | États-Unis | 21 juillet 2019 | Gwangju, Corée du Sud |

## Résultats détaillés
Les 8 meilleurs temps se qualifient pour la finale (Q).

### Séries
| Rang | Série | Ligne | Pays            | Nageurs                                                                                 | Temps                           | Temps         | Commentaire        |
| Rang | Série | Ligne | Pays            | Nageurs                                                                                 | Individuels                     | Global        | Commentaire        |
| ---- | ----- | ----- | --------------- | --------------------------------------------------------------------------------------- | ------------------------------- | ------------- | ------------------ |
| 1    | 3     | 4     | États-Unis      | Chris Guiliano Destin Lasco Matt King Justin Ress                                       | 48 s 30 47 s 95 47 s 50 47 s 88 | 3 min 11 s 63 | Q                  |
| 2    | 3     | 5     | Australie       | Jack Cartwright Matthew Temple Kai James Taylor Flynn Southam                           | 48 s 29 48 s 19 47 s 59 47 s 57 | 3 min 11 s 64 | Q                  |
| 3    | 2     | 4     | Italie          | Alessandro Miressi Leonardo Deplano Lorenzo Zazzeri Manuel Frigo                        | 48 s 10 48 s 42 47 s 91 48 s 10 | 3 min 12 s 53 | Q                  |
| 4    | 2     | 3     | Canada          | Ruslan Gaziev Javier Acevedo Édouard Fullum-Huot Joshua Liendo                          | 48 s 38 48 s 55 48 s 96 47 s 60 | 3 min 13 s 49 | Q                  |
| 5    | 3     | 7     | Chine           | Wang Haoyu Chen Juner Yang Jintong Pan Zhanle                                           | 48 s 37 48 s 26 49 s 54 47 s 37 | 3 min 13 s 54 | Q                  |
| 6    | 2     | 6     | Espagne         | Sergio de Celis Luis Domínguez Mario Mollà César Castro                                 | 48 s 81 48 s 39 48 s 63 47 s 94 | 3 min 13 s 77 | Q                  |
| 7    | 3     | 6     | Brésil          | Marcelo Chierighini Guilherme Caribé Santos Felipe Ribeiro Victor Alcara                | 48 s 87 47 s 84 48 s 34 48 s 77 | 3 min 13 s 82 | Q                  |
| 8    | 2     | 2     | Israël          | Denis Loktev Tomer Frankel Ron Polonsky Gal Cohen Groumi                                | 49 s 10 48 s 01 48 s 83 48 s 09 | 3 min 14 s 03 | Q, Record national |
| 9    | 2     | 0     | Allemagne       | Rafael Miroslaw Josha Salchow Luca Armbruster Peter Varjasi                             | 49 s 11 47 s 92 48 s 82 48 s 19 | 3 min 14 s 04 |                    |
| 10   | 3     | 2     | Serbie          | Velimir Stjepanović Andrej Barna Nikola Aćin Uroš Nikolić                               | 48 s 76 47 s 68 49 s 01 48 s 91 | 3 min 14 s 36 |                    |
| 11   | 3     | 3     | Hongrie         | Nándor Németh Szebasztián Szabó Dániel Mészáros Hubert Kós                              | 48 s 20 48 s 43 48 s 96 48 s 83 | 3 min 14 s 42 |                    |
| 12   | 3     | 8     | France          | Hadrien Salvan Max Berg Guillaume Guth Florent Manaudou                                 | 48 s 70 48 s 62 48 s 94 48 s 28 | 3 min 14 s 54 |                    |
| 13   | 3     | 9     | Japon           | Katsuhiro Matsumoto Masahiro Kawane Tomonobu Gomi Katsumi Nakamura                      | 48 s 54 49 s 35 48 s 85 48 s 10 | 3 min 14 s 84 |                    |
| 14   | 2     | 1     | Pologne         | Kamil Sieradzki Kacper Stokowski Adrian Jaskiewicz Ksawery Masiuk                       | 49 s 06 49 s 01 49 s 62 47 s 86 | 3 min 15 s 55 |                    |
| 15   | 3     | 0     | Grèce           | Andréas Vazaíos Apóstolos Chrístou Odyssefs Meladinis Kristián Goloméev                 | 49 s 18 49 s 30 48 s 99 48 s 39 | 3 min 15 s 86 |                    |
| 16   | 2     | 7     | Suède           | Björn Seeliger Robin Hanson Elias Funch Persson Isak Eliasson                           | 49 s 07 48 s 77 49 s 47 48 s 76 | 3 min 16 s 07 |                    |
| 17   | 3     | 1     | Corée du Sud    | Lee Ho-joon Ji Yu-chan Yang Jae-hoon Kim Ji-heun                                        | 49 s 21 48 s 81 49 s 08 49 s 05 | 3 min 16 s 15 |                    |
| 18   | 2     | 8     | Singapour       | Quah Zheng Wen Jonathan Tan Mikkel Lee Glen Lim Jun Wei                                 | 49 s 68 48 s 62 49 s 34 50 s 25 | 3 min 17 s 89 |                    |
| 19   | 1     | 4     | Venezuela       | Alberto Mestre Emil Pérez Jorge Otaiza Alfonso Mestre                                   | 50 s 21 51 s 39 50 s 82 52 s 69 | 3 min 25 s 11 |                    |
| 20   | 1     | 5     | Thaïlande       | Dulyawat Kaewsriyong Navaphat Wongcharoen Ratthawit Thammananthachote Tonnam Kanteemool | 51 s 11 52 s 12 52 s 50 51 s 45 | 3 min 27 s 18 |                    |
| 21   | 2     | 9     | Viêt Nam        | Hoàng Quý Phước Lương Jeremie Loic Nino Trần Hưng Nguyên Nguyễn Quang Thuấn             | 51 s 32 50 s 76 52 s 46 53 s 09 | 3 min 27 s 63 |                    |
| -    | 2     | 5     | Grande-Bretagne | Lewis Burras Matt Richards Jacob Whittle Duncan Scott                                   | 48 s 61 46 s 89 47 s 37 47 s 60 | Disqualifiés  | Disqualifiés       |
| -    | 1     | 3     | Mexique         | Forfait                                                                                 | Forfait                         | Forfait       | Forfait            |

### Finale
| Rang               | Ligne | Pays       | Nageurs                                                                  | Temps                           | Temps         | Commentaire   |
| Rang               | Ligne | Pays       | Nageurs                                                                  | Individuels                     | Global        | Commentaire   |
| ------------------ | ----- | ---------- | ------------------------------------------------------------------------ | ------------------------------- | ------------- | ------------- |
| Médaille d'or      | 5     | Australie  | Jack Cartwright Flynn Southam Kai Taylor Kyle Chalmers                   | 47 s 84 47 s 85 47 s 91 46 s 56 | 3 min 10 s 16 |               |
| Médaille d'argent  | 3     | Italie     | Alessandro Miressi Manuel Frigo Lorenzo Zazzeri Thomas Ceccon            | 47 s 54 47 s 79 48 s 13 47 s 03 | 3 min 10 s 49 |               |
| Médaille de bronze | 4     | États-Unis | Ryan Held Jack Alexy Chris Guiliano Matt King                            | 48 s 16 47 s 56 47 s 77 47 s 32 | 3 min 10 s 81 |               |
| 4                  | 2     | Chine      | Pan Zhanle Chen Juner Wang Changhao Wang Haoyu                           | 47 s 67 47 s 85 48 s 89 46 s 97 | 3 min 11 s 38 | Record d'Asie |
| 5                  | 6     | Canada     | Joshua Liendo Ruslan Gaziev Finlay Knox Javier Acevedo                   | 48 s 17 47 s 30 48 s 70 47 s 88 | 3 min 12 s 05 |               |
| 6                  | 1     | Brésil     | Marcelo Chierighini Guilherme Caribé Santos Felipe Ribeiro Victor Alcara | 48 s 84 46 s 76 48 s 40 48 s 71 | 3 min 12 s 71 |               |
| 7                  | 8     | Israël     | Tomer Frankel Denis Loktev Ron Polonsky Gal Cohen Groumi                 | 48 s 43 48 s 46 49 s 07 48 s 57 | 3 min 14 s 53 |               |
| 8                  | 7     | Espagne    | Sergio de Celis Luis Domínguez Mario Mollà César Castro                  | 48 s 77 48 s 47 48 s 86 48 s 54 | 3 min 14 s 64 |               |